# 32298 Kunalshroff
32298 Kunalshroff è un asteroide della fascia principale. Scoperto nel 2000, presenta un'orbita caratterizzata da un semiasse maggiore pari a 2,9296636 au e da un'eccentricità di 0,0984463, inclinata di 1,17963° rispetto all'eclittica.
L'asteroide è dedicato allo studente statunitense Kunal Shroff.